# Education City Stadium
Education City Stadium – stadion piłkarski w Ar-Rajjan (na terenie kampusu akademickiego Education City, należącego do Qatar Foundation), na przedmieściach Dohy, zbudowany w latach 2016–2020 z myślą o mistrzostwach świata 2022 i otwarty 15 czerwca 2020. Jego trzypoziomowe i w pełni zadaszone trybuny mogą pomieścić 44 667 widzów.
Przygotowywanie terenu pod przyszły plac budowy rozpoczęto w 2013 r. 2 grudnia 2014 zaprezentowano projekt obiektu, a właściwa budowa ruszyła w 2016 r. Stadion zlokalizowany jest w Ar-Rajjan, około 15 km na północny zachód od centrum Dohy, w kampusie Education City, skupiającym osiem filii zagranicznych uczelni wyższych. Arena oddalona jest o 500 m od najbliższej stacji metra. Stadion pierwotnie miał być gotowy jeszcze w 2019 r. W grudniu 2019 r. planowano na nim rozegranie trzech spotkań (jednego półfinału, meczu o 3. miejsce oraz finału) 16. edycji klubowych Mistrzostw Świata, jednak przeciągające się otwarcie obiektu spowodowało przeniesienie tych meczów na Stadion Międzynarodowy Chalifa. Budowę zakończono 15 czerwca 2020, a oficjalna inauguracja areny nastąpiła 3 września 2020 spotkaniem ligi katarskiej, pomiędzy Al-Kharitiyath SC i Al Sadd (1:5). Na co dzień obiekt nie posiada jednak stałego gospodarza. Obiekt był jedną z aren 17. edycji Klubowych Mistrzostwa Świata, rozegranych w lutym 2021 r., a odbył się na nim jeden ćwierćfinał, jeden półfinał, mecz o 3. miejsce i finał turnieju. W trakcie mistrzostw świata w 2022 r. odbędzie się na nim sześć spotkań fazy grupowej, jeden mecz 1/8 finału oraz jeden ćwierćfinał.
Dach stadionu jest pokryty metalicznymi panelami, a całość układa się w diamentowy wzór. Dzięki temu obiekt mieni się jak klejnot, zarówno w dzień, jak i w nocy, kiedy jest podświetlany. Konstrukcja zadaszenia składa się ze stalowych kabli, a grube liny i wiszący nad boiskiem pierścień rozciągany stanowią podstawę dla segmentów stalowego dachu. Zewnętrzną część budynku zdobi 5200 trójkątów połączonych ze sobą w figury przypominające romby, a ich kolorystyka zmienia się w zależności od kąta padania światła słonecznego, dlatego stadion nosi nazwę „Pustynny diament”. Elewacja rozświetlana nocą diodami LED jest wyposażona w baterie słoneczne, zaopatrując obiekt w 20% potrzebnej energii. Na co dzień, gdy stadion nie jest użytkowany, prąd zaopatruje pobliskie centrum sportowo-edukacyjno-medyczne. Ponadto Education City Stadium oszczędza około 55% więcej wody w porównaniu z tradycyjnymi stadionami, dzięki instalacjom wodnym o niskim przepływie. Przy obiekcie powstały m.in. pływalnia, hala do surfingu, pole golfowe i centrum medyczne. Zamknięta graniasta bryła ma z jednej strony przywodzić na myśl diament, a z drugiej nawiązywać do bogatego wzornictwa arabskiej architektury. Umożliwia też lepszą kontrolę termiczną wnętrza, gdzie warunki niezależnie od pogody mają umożliwiać grę i oglądanie meczu w temperaturze 24-28 stopni. Stadion został zbudowany nieco poniżej poziomu gruntu, co wpływa pozytywnie na izolację termiczną i kontrolę temperatury.
Stadion ma typowo piłkarski układ, z trybunami usytuowanymi tuż za liniami końcowymi boiska. Widownia jest w pełni zadaszona. Trzypoziomowe trybuny mają pojemność 44 667 miejsc. Posiada on 39 lóż typu sky box, z których każda może pomieścić od 9 do 36 osób i ma własną kuchnię. Ponadto Education City Stadium posiada 6 pawilonów medialnych oraz salę konferencyjną na 150 osób. Po mistrzostwach świata w 2022 r. planuje się likwidację trzeciego, najwyższego poziomu trybun, wskutek czego ich pojemność ma zostać zredukowana do około 25 000 miejsc.